# Lincoln Corrêa dos Santos
Lincoln Corrêa dos Santos, mais conhecido apenas como Lincoln (Serra, 16 de dezembro de 2000), é um futebolista brasileiro que atua como centroavante. Atualmente, joga pelo Athletic, emprestado pelo SCR Altach.

## Carreira

### Flamengo

#### 2017
Lincoln fez sua estreia profissional no Flamengo com apenas 16 anos, em uma partida do Brasileirão no dia 19 de novembro de 2017 contra o Corinthians, na Ilha do Urubu. Ele entrou em campo aos 65 minutos, enquanto o Flamengo vencia por 3–0.
2018
Em 2018, tendo mais oportunidades, Lincoln fez 22 jogos com a camisa do Flamengo e anotou dois gols. Um deles, no jogo de ida das quartas-de-final da Copa do Brasil contra o Grêmio, em partida que terminou 1–1. Na ocasião, o Rubro-Negro venceu o jogo de volta por 1–0 e conseguiu a classificação para as semifinais da competição.

#### 2019
Após servir à Seleção Brasileira Sub-20 no Sul-Americano de 2019, Lincoln se reapresentou ao Flamengo com uma grave lesão no músculo posterior da coxa esquerda. Retornou a jogar, na partida de ida da final do Carioca, entrando aos aos 44 minutos do segundo tempo no lugar de Arrascaeta.
Na final do Mundial de Clubes, na partida entre Flamengo x Liverpool, teve a chance de marcar um gol nos minutos finais do segundo tempo da prorrogação, o que levaria o Flamengo a decisão de pênaltis, porém o atacante perdeu o gol e foi muito criticado pela torcida rubro negra que estavam esperançosos com o título mundial.

#### 2020

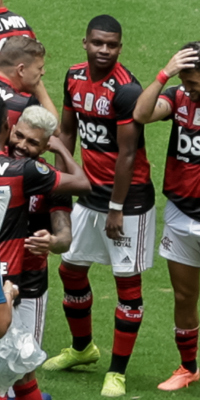
Lincoln atuando pelo Flamengo na Supercopa do Brasil de 2020.

Após viver momentos de críticas no Flamengo, no dia 30 de setembro Lincoln fez um dos gols do rubro-negro na goleada de 4–0 sobre o Independiente Del Valle, na 4a rodada da fase de grupos da Libertadores.
Voltou a marcar no dia 15 de outubro, no empate de 1–1 com o Red Bull Bragantino na 16a rodada do Campeonato Brasileiro, fazendo o gol de empate do Flamengo na partida.

#### 2021
Após altos e baixos no Flamengo, Lincoln se viu sem espaço no clube. A situação piorou, quando a equipe rubro-negra recusou as ofertas que chegavam pelo atleta, e ainda foi colocado para treinar separado na equipe Sub-20, mesmo estando integrado a equipe principal.

### Vissel Kobe
Com o clima insustentável, se viu com ofertas de transferências dos clubes FC Cincinnati, dos Estados Unidos, e Vissel Kobe, do Japão, optando pelo clube japonês. Foi anunciado no dia 20 de janeiro de 2021, com o valor da transferência sendo divulgado em de 3 milhões de dólares (15 milhões de reais) com o Flamengo ficando 25% do direitos econômicos do atleta.

### Cruzeiro
Em 11 de agosto de 2022, Lincoln foi anunciado pelo Cruzeiro por empréstimo até dezembro de 2023.
Contratado pelo Cruzeiro junto ao Vissel Kobe, Lincoln fez a sua estreia, entrando no segundo tempo do jogo, substituiu Luvannor aos 36 minutos do segundo tempo, contra o Grêmio, em Porto Alegre no empate por 2–2 com o Grêmio em 21 de agosto de 2022, na Arena do Grêmio, pela 25ª rodada da Série B do Campeonato Brasileiro.
No jogo seguinte, goleada contra o Náutico por 4-0 na Arena Independência, marcou seu primeiro gol pelo Cruzeiro. De pênalti converteu a cobrança e fez o terceiro gol da partida.
No dia 4 de setembro, no empate contra o Criciúma no Mineirão, Lincoln foi decisivo novamente, dando de calcanhar o passe para o gol de Bruno Rodrigues. O gol foi motivo de festa no jogo considerado como 'acesso' pela torcida celeste.
Com a camisa da Raposa, Lincoln foi campeão da Série B do Brasileiro, Contudo não se firmou como titular e foi reserva durante toda a campanha. Ele terminou a época com nove jogos, um gol, com duas assistências em 2022.

### SCR Altach
Retornou ao Vissel Kobe para a temporada de 2023, mas após pouca utilização no clube japonês, foi negociado com o SCR Altach, clube que disputa a primeira divisão do Campeonato Austríaco. O centroavante de firmou contrato com a equipe até 2026.

### Athletic
No dia 16 de janeiro de 2025, o Athletic anunciou a contratação de Lincoln. O atacante assinou por empréstimo até o fim de 2025 e integrará o elenco que vai disputar o Campeonato Mineiro, Copa do Brasil e a Série B do Campeonato Brasileiro.
Lincoln fez sua estreia com a camisa do clube mineiro no dia 26 de janeiro de 2025, na derrota do Athletic diante do Aymorés, por 2 a 0, entrando aos 12 minutos do segundo tempo, no lugar de Neto Costa, em partida válida pelo Campeonato Mineiro. No dia 29 de janeiro de 2025, Lincoln estreou como titular, na vitória por 6 a 1 contra o Villa Nova, também pelo Campeonato Mineiro. O centroavante anotou um gol e duas assistências.

## Estatísticas
Atualizadas até 11 de junho de 2021.

### Clubes
| Clube             | Temporada         | Campeonato nacional | Campeonato nacional | Campeonato nacional | Copa nacional[a] | Copa nacional[a] | Copa nacional[a] | Competições continentais[b] | Competições continentais[b] | Competições continentais[b] | Outros torneios[c] | Outros torneios[c] | Outros torneios[c] | Total | Total | Total   |
| Clube             | Temporada         | Jogos               | Gols                | Assist.             | Jogos            | Gols             | Assist.          | Jogos                       | Gols                        | Assist.                     | Jogos              | Gols               | Assist.            | Jogos | Gols  | Assist. |
| ----------------- | ----------------- | ------------------- | ------------------- | ------------------- | ---------------- | ---------------- | ---------------- | --------------------------- | --------------------------- | --------------------------- | ------------------ | ------------------ | ------------------ | ----- | ----- | ------- |
| Flamengo          | 2017              | 3                   | 0                   | 0                   | —                | —                | —                | 1                           | 0                           | 0                           | —                  | —                  | —                  | 4     | 0     | 0       |
| Flamengo          | 2018              | 9                   | 0                   | 0                   | 3                | 1                | 0                | 4                           | 0                           | 0                           | 6                  | 1                  | 0                  | 22    | 2     | 0       |
| Flamengo          | 2019              | 11                  | 3                   | 2                   | 2                | 0                | 0                | 1                           | 0                           | 0                           | 3                  | 0                  | 0                  | 17    | 3     | 2       |
| Flamengo          | 2020              | 14                  | 1                   | 1                   | 2                | 0                | 0                | 3                           | 2                           | 0                           | 1                  | 0                  | 0                  | 20    | 3     | 1       |
| Flamengo          | Total             | 37                  | 4                   | 3                   | 7                | 1                | 0                | 9                           | 2                           | 0                           | 11                 | 1                  | 0                  | 63    | 8     | 3       |
| Vissel Kobe       | 2021              | 13                  | 1                   | 0                   | 5                | 0                | 0                | 0                           | 0                           | 0                           | —                  | —                  | —                  | 18    | 1     | 0       |
| Vissel Kobe       | 2022              | 8                   | 0                   | 0                   | 1                | 0                | 0                | 4                           | 3                           | 0                           | —                  | —                  | —                  | 13    | 3     | 0       |
| Vissel Kobe       | Total             | 21                  | 1                   | 0                   | 6                | 0                | 0                | 0                           | 0                           | 0                           | —                  | —                  | —                  | 31    | 4     | 0       |
| Total na carreira | Total na carreira | 58                  | 5                   | 3                   | 10               | 1                | 0                | 9                           | 2                           | 0                           | 11                 | 1                  | 0                  | 94    | 12    | 0       |

- a. ^ Jogos da Copa do Brasil e Copa do Imperador
- b. ^ Jogos da Copa Sul-Americana e Copa Libertadores da América
- c. ^ Jogos amistosos e da Copa do Mundo de Clubes da FIFA

### Seleção Brasileira
Abaixo estão listados todos jogos, gols e assistências do futebolista pela Seleção Brasileira, desde as categorias de base. Abaixo da tabela, clique em expandir para ver a lista detalhada dos jogos de acordo com a categoria selecionada.
Sub-17
| Ano   |       |      |         |       |
| Ano   | Jogos | Gols | Assist. | Média |
| ----- | ----- | ---- | ------- | ----- |
| 2017  | 18    | 9    | 3       | 0,5   |
| Total | 18    | 9    | 3       | 0,5   |

Sub-20
| Ano   |       |      |         |       |
| Ano   | Jogos | Gols | Assist. | Média |
| ----- | ----- | ---- | ------- | ----- |
| 2018  | 2     | 1    | 0       | 0,50  |
| 2019  | 9     | 3    | 0       | 0,33  |
| Total | 11    | 4    | 0       | 0,36  |

## Títulos
Flamengo
- Copa Libertadores da América: 2019
- Recopa Sul-Americana: 2020
- Campeonato Brasileiro: 2019, 2020
- Supercopa do Brasil: 2020
- Campeonato Carioca: 2019, 2020
- Taça Guanabara: 2018, 2020
- Taça Rio: 2019
- Florida Cup: 2019

Cruzeiro
- Campeonato Brasileiro - Série B: 2022

Athletic-MG
- Taça Inconfidência: 2025

Seleção Brasileira
- Campeonato Sul-Americano Sub-17: 2017
- Campeonato Sul-Americano Sub-15: 2015